# ミシェル・トゥームス
ミッシェル・トゥームス（Michelle Tumes、1971年 - ）は、オーストラリア南オーストラリア州アデレード出身の女性シンガーソングライター/ピアニスト。1998年2月、アメリカ合衆国テネシー州ナッシュビルのレーベルSparrow Recordsよりアルバム『リッスン』でデビュー。現在はアメリカ合衆国カリフォルニア州に在住している。
彼女の音楽は、ボーカルの多重録音と自身で演奏するピアノが特徴の、クラシック音楽と教会音楽を背景としたポップ・ミュージックであり、歌詞を含めコンテンポラリー・クリスチャン・ミュージックとして知られている。オーケストラをバックにした曲が多数。

## ディスコグラフィ

### スタジオ・アルバム
- 『リッスン』 - Listen (1998年、Sparrow) ※日本盤発売は東芝EMI
- 『センター・オブ・マイ・ユニヴァース』 - Center of My Universe (2000年、Sparrow) ※日本盤発売は東芝EMI
- Dream (2001年、Sparrow)
- 『ミッシェル・トゥームス』 - Michelle Tumes (2006年、Levantar)

### コンピレーション・アルバム & EP
- Very Best of Michelle Tumes (2006年、Sparrow)
- Christmas Is Here (2007年、Levantar)
- Greatest Hits (2008年、EMI CMG Label Group)

### 参加アルバム
- ジャシー・ベラスケス : Heavenly Place (1996年、Myrrh)
- Various Artists : Heaven and Earth: A Tapestry of Worship (1999年、Sparrow) ※Margaret Becker, Jennifer Knapp, Nichole Nordeman, Rebecca St. Jamesとの共演・共作
- Various Artists : Streams: A Soundtrack of Hope (1999年、Sony Music) ※「Hold On」で参加
- Various Artists : Your Love Broke Through: The Worship Songs of Keith Green (2002年、Sparrow) ※「There Is a Redeemer」で参加
- Various Artists : Kisses From Heaven: Streams of Worship (2004年、Kingsway Music) ※Susan AshtonとChristine Denteとの共演・共作
  - Various Artists : Lost in Wonder:  Voices of Worship (2005年、Kingsway Music/Sparrow/EMI) ※2004年にイギリスでKisses From Heaven: Streams of Worshipとしてリリースされたもののアメリカ盤
- トワイラ・パリス : Small Sacrifice (2007年、Mountain Spring Music)